# Northrop A-17

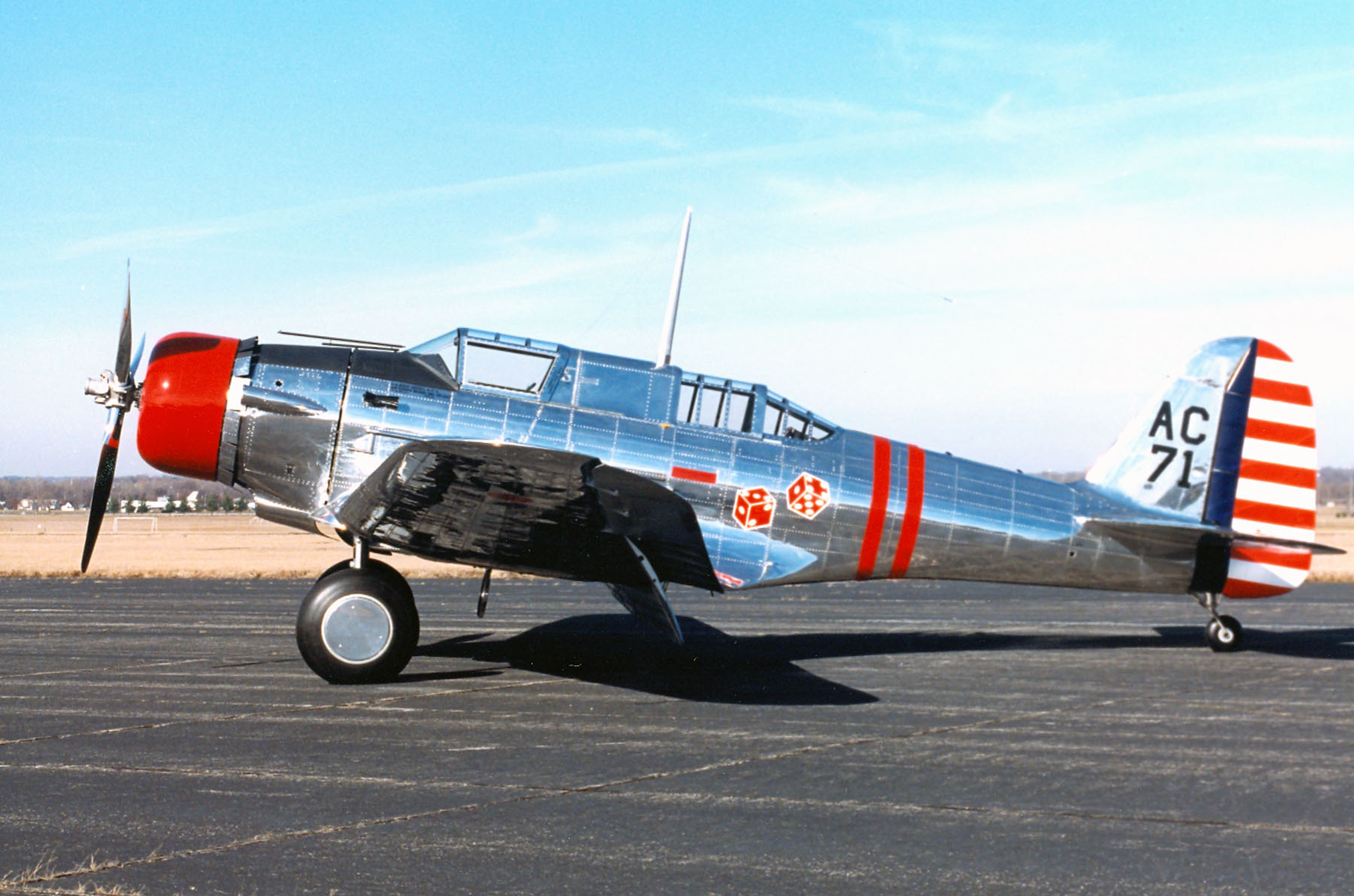
Northrop A-17A variant (National Museum of the United States Air Force)

De Northrop A-17 (soms Douglas 8A genoemd na de overname van Northrop door Douglas) was een Amerikaans verkenningsvliegtuig en lichte bommenwerper. In de jaren ’30 werd het toestel door verschillende landen voor hun respectievelijke luchtmachten gekocht, waaronder in 1939 door de Nederlandse regering.

## Nederlandse Uitvoering
De Nederlandse vliegtuigen waren van het model Douglas DB-8A/3N en werden vanaf oktober 1939 geleverd; de in totaal 18 bestelde vliegtuigen waren in januari 1940 allemaal in Nederland, waar ze werden gemonteerd, ingevlogen, en van bewapening en radio’s voorzien. Dit was het eerste geheel metalen vliegtuig bij de Nederlandse luchtstrijdkrachten. Het onderstel was intrekbaar, hoewel de wielen zoals bij de meeste vliegtuigen uit de jaren ‘30 daarbij niet bedekt werden door kleppen.
De DB-8A/3N was bewapend met vijf FN-Browning machinegeweren van 7,9 mm kaliber: in elke vleugel twee vast opgesteld, naar voren vurend en met 500 schoten per wapen, en één op een flexibele affuit in de achterste cockpit voor gebruik door de radiobedienaar/waarnemer ter verdediging van het vliegtuig. Onder de vleugel bevonden zich acht ophangpunten voor bommen van 50, 100 of 200 kg, met een maximale externe bommenlast van 400 kg. Intern konden twintig fragmentatiebommen van 8 kg meegevoerd worden.

## Inzet in mei 1940
Kort na aankomst van de eerste DB-8A’s op Vliegbasis Soesterberg werden ze in november 1939 overplaatst naar Vliegveld Ypenburg bij Den Haag, waar een tijdelijk vliegveld gereedgemaakt was. Op 15 maart 1940 ging één toestel (nr. 386) verloren bij een ongeluk tijdens een oefening. In mei 1940 waren elf van de vliegtuigen gevechtsklaar.
In mei 1940 werd deze lichte bommenwerper als jachtvliegtuig ingezet. Hierbij bleek de ongeschiktheid voor dat doel: het toestel was slecht wendbaar en kwam snelheid tekort. Enkele toestellen werden al op de grond uitgeschakeld en hoewel de vliegers met grote moed en zelfopoffering de vijand tegemoet gingen, was het reeds spoedig gedaan met deze vliegtuigen. Al op de eerste oorlogsdag werden zeven DB-8A’s uitgeschakeld door de Duitse overmacht, terwijl overige gevechtsklare vliegtuigen door ongelukken bij opstijgen of landen buiten gevecht gesteld werden. Na 10 mei is er geen enkele DB-8A meer opgestegen.

### Duits gebruik
Na de Nederlandse capitulatie zijn de overgebleven DB-8A’s deels door de Duitsers geborgen, en deels door Nederlandse souvenirjagers gedemonteerd. Twee vliegklare DB-8A’s zijn door de Duitsers beproefd (voorzien van Duitse markeringen). Eén exemplaar is in een luchtvaartmuseum in Berlijn tentoongesteld geweest, maar in de oorlog verloren gegaan.